# Dieffenbachia panamensis
Dieffenbachia panamensis är en kallaväxtart som beskrevs av Thomas Bernard Croat. Dieffenbachia panamensis ingår i släktet prickbladssläktet, och familjen kallaväxter. Inga underarter finns listade.